# Calloserica manangensis
Calloserica manangensis är en skalbaggsart som beskrevs av Ahrens 2005. Calloserica manangensis ingår i släktet Calloserica och familjen Melolonthidae. Inga underarter finns listade.